# Jörgen Lindgren
Bengt Jörgen Lindgren, född 9 februari 1927 i Göteborg, död 25 september 1998 i Lerum, var en svensk målare, tecknare och grafiker.  
Lindgren studerade bildkonst vid Slöjdföreningens skola i Göteborg 1944–1948 och vid Valands konstskola 1950–1951. Han företog studieresor till Nederländerna och Belgien 1947, Norge 1952 och Frankrike 1953. Lindgren deltog i utställningen Ung grafik på Lorensberg 1949, 5 Göteborgsmålare på Eskilstuna konstmuseum samt med Sex Göteborgare i Borås och Ulricehamn. Han vann första pris i tävlingen om utsmyckningen för Folkets hus i Trollhättan 1955.
Lindgren arbetade som lärare i bildkonst vid Slöjdföreningens skola 1949 till 1975, han var dessutom från 1954 till 1975 speciallärare i frihandsteckning vid Chalmers tekniska högskola i Göteborg. Som illustratör har han illustrerat Sten Karlings bok Borås Kyrkor.
Bland hans offentliga utsmyckningar finns Glasmuseet Växjö, Reningsverket i Lackarebäck, SEB, Värnamo, Långvårdskliniken i Alingsås, Smålands museum, Snäckspiral för Göteborgs vattenverk samt en icke föreställande väggmålning 55x3 meter i Medborgarhuset, Högsbotorp.
Lindgren är representerad på Röhsska museet, Moderna museet, Göteborgs konstmuseum, Smålands museum, samt på Nationalmuseum i Stockholm  med fem bokband komponerade tillsammans med Nils Lindes Kgl. Hovbokbinderi.
Jörgen Lindgren var gift med konstnären Inga-Louise Lindgren (1928–2014). De är begravda på Lerums Östra kyrkogård.

### Övriga källor
- Svenskt konstnärslexikon del III sid 548 Allhems Förlag Malmö
- Jörgen Lindgren på Konstnärslexikonett Amanda. Åtkomst 3 december 2015.